# دیمبولا
دیمبولا (به انگلیسی: Dimboola) یک منطقهٔ مسکونی در استرالیا است که در ویکتوریا (استرالیا) واقع شده‌است.